# Tailandia en los Juegos Olímpicos de Sochi 2014
Tailandia estuvo representada en los Juegos Olímpicos de Sochi 2014 por dos deportistas, un hombre y una mujer, que compitieron en esquí alpino.
El portador de la bandera en la ceremonia de apertura fue el esquiador alpino Kanes Sucharitakul. El equipo olímpico tailandés no obtuvo ninguna medalla en estos Juegos.